# Spoorlijn Štrba – Štrbské Pleso
De tandradspoorweg Štrba – Štrbské Pleso is een van de twee tandradspoorlijnen in Slowakije. De lijn was oorspronkelijk gekend als de Csorbatoi Fogaskerekü Vasut (Štrbské Pleso Tandradspoorweg) en verbindt het oorsprongstation Štrba (Tatranská Štrba) (in een vallei) via het enige tussenstation Tatranský Lieskovec met het hoger gelegen eindstation Štrbské Pleso. In het netwerk van de Slowaakse Spoorwegen (ŽSSK) wordt deze smalspoorlijn (spoorbreedte: 1 meter) aangeduid met het nummer 182. Op de hiernaast voorgestelde spoorkaart is deze lijn afgebeeld in een groene kleur.
Hoog in het gebergte, in het eindstation Štrbské Pleso, sluit lijn 182 aan op de Tram van de Hoge Tatra die een verbinding vormt met Poprad.
In de vallei, in het oorsprongstation Štrba, sluit de lijn aan op hoofdspoorlijn 180 (Bratislava - Žilina - Košice).

## Geschiedenis

### Aanleg

Netkaart van de Slowaakse Spoorwegen (ŽSR).

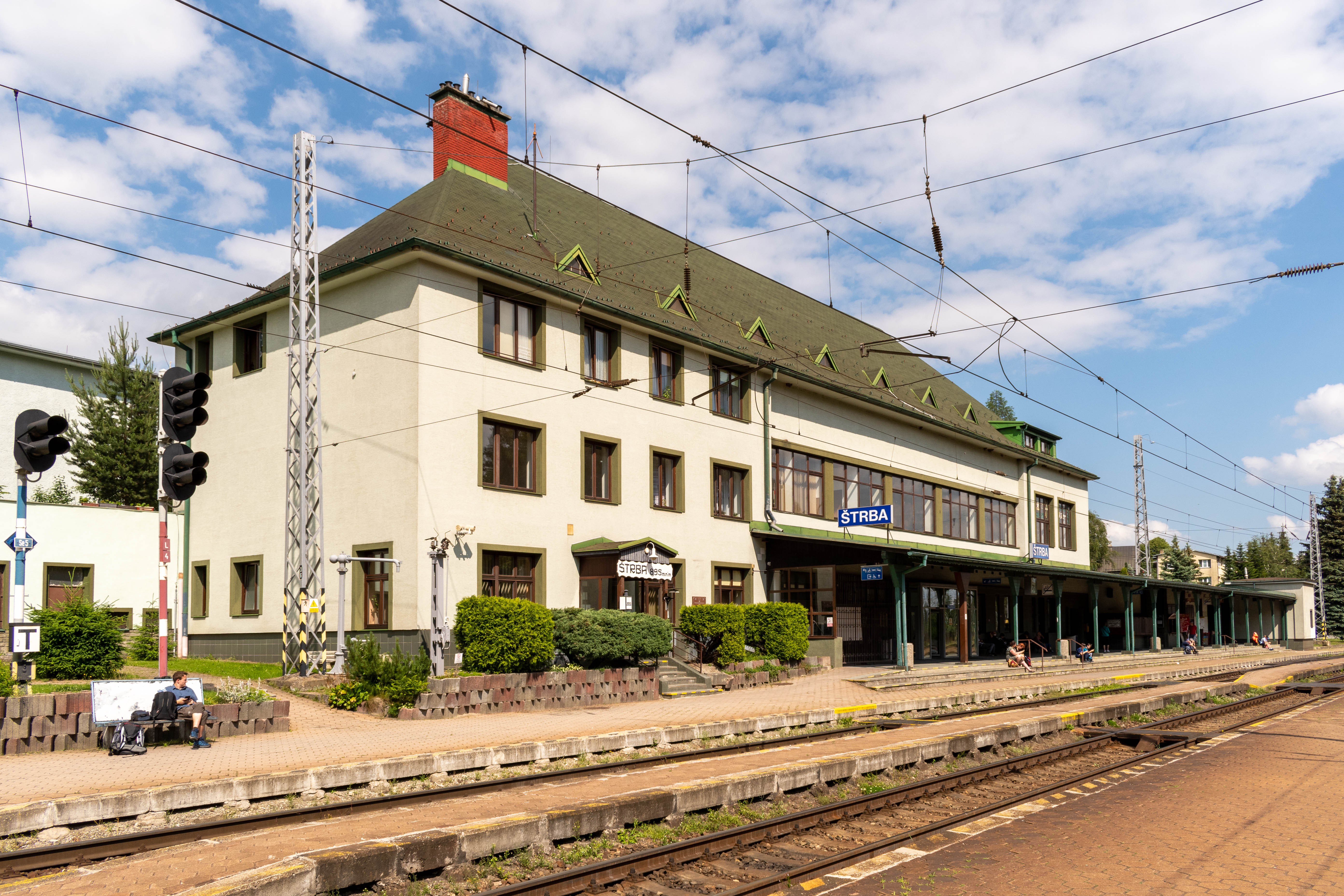
Station Štrba in het dal: aansluiting tussen het tandradspoor en de hoofdlijn Bratislava - Žilina – Košice.

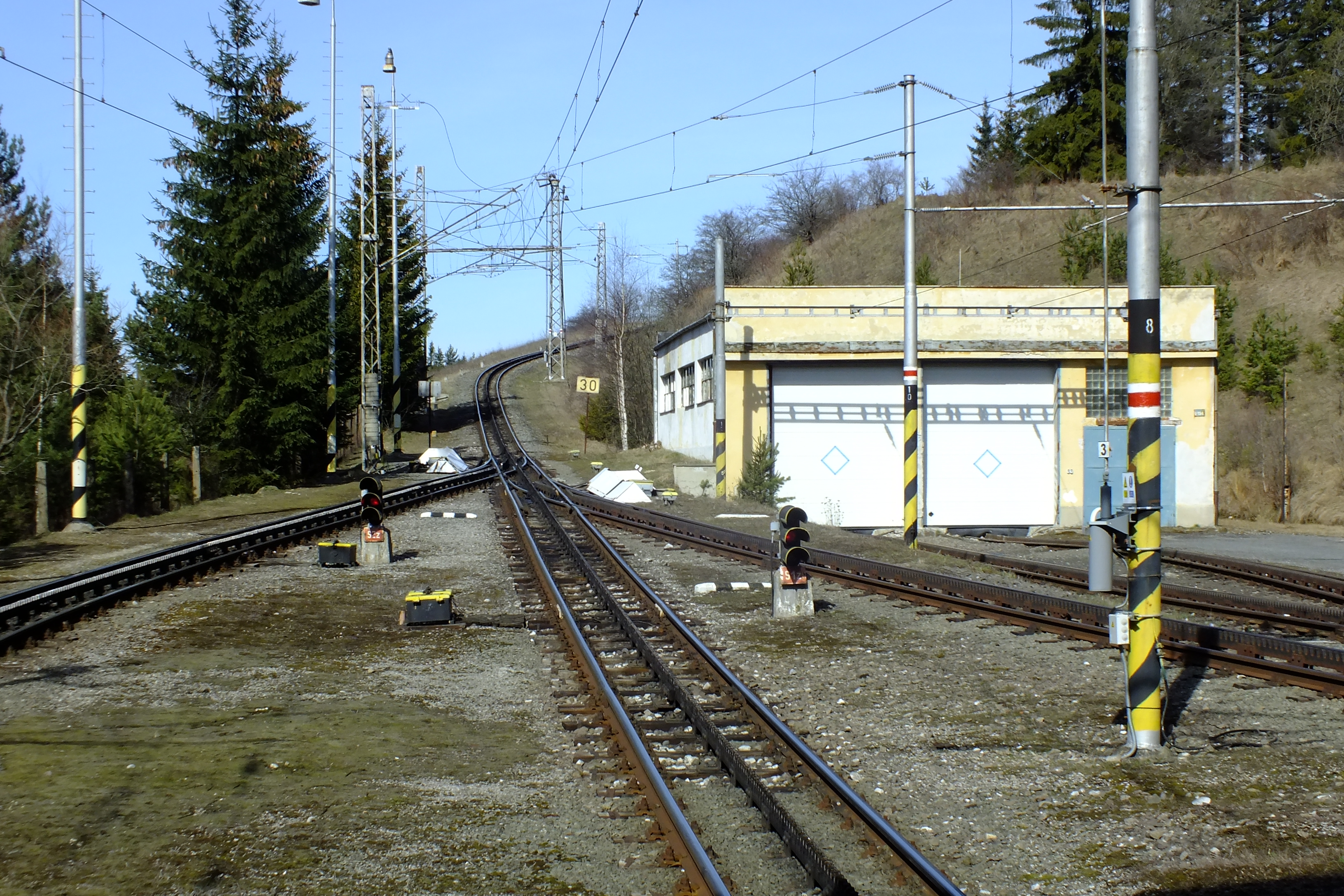
Richting Štrbské Pleso.

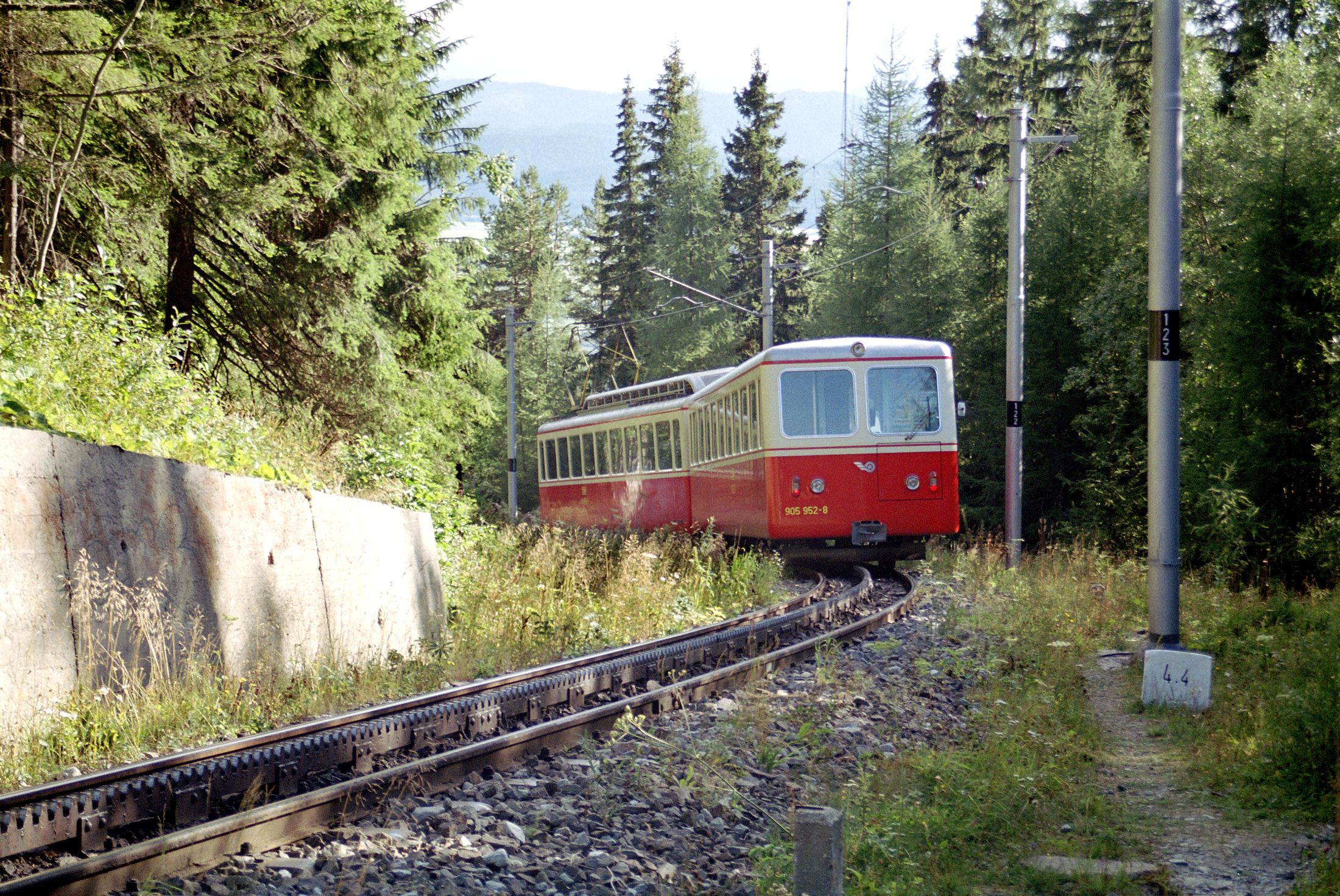
Het tandradspoor laat toe sterke hellingen te berijden.

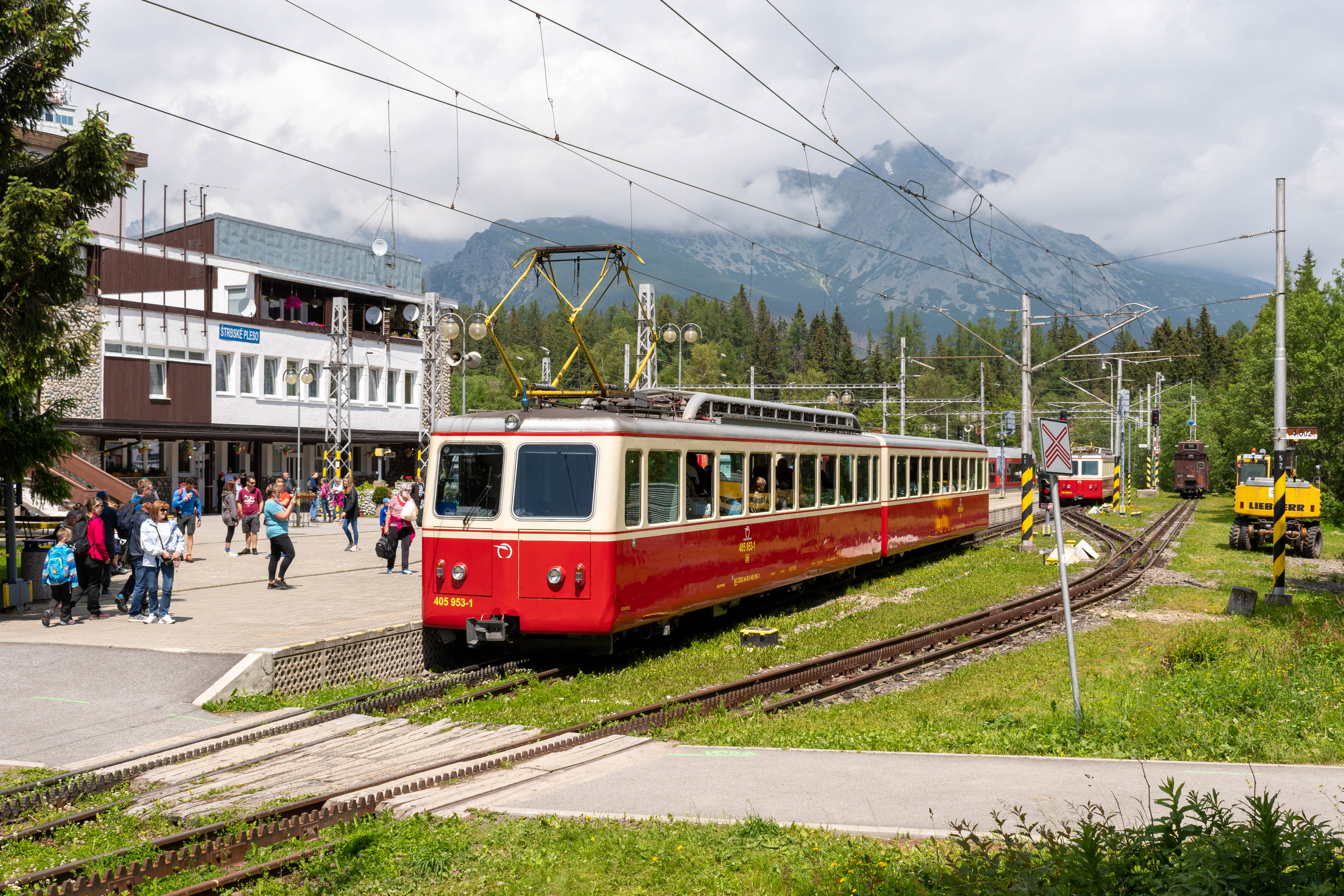
Het eindstation Štrbské Pleso op grote hoogte.

In het jaar 1871, bij de ingebruikname van de Košice - Bohumínspoorweg (Košice-Oderbergspoorlijn) (lijn 180) van Košice (Opper-Hongarije) naar Bohumín (Tsjechisch-Silezië), kreeg de Hoge Tatra zijn eerste spoorverbinding.
Aan het einde van de 19e eeuw groeide belangstelling van toeristen voor de Hoge Tatra. In deze context ontstond de vraag voor comfortabel vervoer naar de hoger gelegen toeristische complexen. De nabijheid van de Košice-Bohumín-spoorlijn, die gelegen was nabij de uitlopers van het toeristisch gebergte, lag mee aan de basis van de vraag voor een verbinding tussen lijn 180 en Štrbské Pleso. Laatstgenoemde locatie had sedert 1885, benevens vele hotels, ook de status van medisch kuuroord.
Onder leiding van Emil Várnai ontwikkelde de Košice - Bohumínspoorweg een project voor een tandradbaan met een spoorbreedte van 1 meter die het station in Štrba met Štrbské Pleso met zou verbinden. Op 30 juli 1895 leverde het Hongaarse ministerie van Handel een concessie af.
Vanaf het station Štrba in het dal (ongeveer 896 m boven de zeespiegel) tot het eindstation Štrbské Pleso (op 1350 meter boven de zeespiegel), moest een belangrijk hoogteverschil van 127 ‰ overwonnen worden. Van de totale afstand van 4,75 km werd 4,05 km uitgerust met een tandrad van het type Riggenbach.
In de zomer van 1895 begon men met de aanleg van de lijn. De bouw werd geleid door twee personen uit Spišská Nová Ves, met name: Adolf Niedenthal en Žigmund Kornhäuser.

### Exploitatie
De route werd ongeveer een jaar na de aanvang van de werken, in dienst gesteld op 30 juli 1896. Parallel met de spoorweg lag een gewone weg die het spoor via onbewaakte overwegen 12 maal kruiste.
Voor de exploitatie van de lijn richtte men de maatschappij Csorbatói Fogaskerekű Vasút (Štrbské Pleso tandradbaan) op. Het spoor werd alleen in het toeristisch hoogseizoen gebruikt, dit wil zeggen: in de zomer, van juni tot september, en 's winters: tijdens het skiseizoen. Meer dan zes maanden per jaar was er geen verkeer.
Het rijdend materieel bestond in de beginperiode uit 2 stoomlocomotieven (vervaardigd door Floridsdorf), 4 rijtuigen met 2 assen, en 2 goederenwagens, eveneens met 2 assen. Het materieel was in 1896 vervaardigd door de firma Ganz uit Boedapest.
De treinen bestonden uit 1 of 2 rijtuigen die door een stoomlocomotief bergop werden geduwd.
De dienstregeling geldig vanaf 1 mei 1912 telde zes treinparen en de reistijd tussen het oorsprongstation en het eindstation duurde 29 minuten.
Vanaf de jaren 1920 verminderde de rentabiliteit van de spoorlijn ingevolge de sterk opkomende concurrentie van autobussen. In 1924 werd het tandradspoor (samen met de Košice-Bohumín-spoorweg) overgenomen door de Tsjecho-Slowaakse Staatsspoorwegen (ČSD).
Voor de Tram van de Hoge Tatra werd in 1927 de exploitatiemaatschappij Tatranská elektrická vicinálna dráha (TEVD) opgericht. Deze baatte de smalspoorlijn tussen Štrbské Pleso en Poprad uit, maar had geen interesse om de inmiddels verlieslatende tandradspoorlijn over te nemen.
Op 14 september 1932, tijdens de Grote Depressie, werd het verkeer op de tandradbaan beëindigd. Vier jaar later, op 11 december 1936, eindigde de exploitatieconcessie en in de jaren 1940 werd de lijn ontmanteld.

### Vernieuwing
In 1970 zou in Štrbské Pleso het wereldkampioenschap "skiën" georganiseerd worden. Benevens de vraag naar logement en de aanleg van sportterreinen, was er behoefte aan grootschalig personenvervoer. Deze nood deed het idee leven om het tandradspoor wederom in dienst te stellen. Dit plan kreeg goedkeuring op 7 mei 1968.
Het nieuwe spoor werd gebouwd op de verlaten bedding van de oorspronkelijke lijn en ingevolge een lichte wijziging van het traject nam de lengte toe tot 4,78 km. De overwegen werden verwijderd. In tegenstelling tot het aanvankelijke tandradspoor, maakte de wederopgebouwde baan gebruik van het tandradsysteem: "Strub". De maximale hellingsgraad vergrootte tot 150 ‰ en een bovenleiding met 1.500 volt gelijkspanning werd geïnstalleerd. Dit systeem was hetzelfde als dat van de TEŽ Tram van de Hoge Tatra (Štrbské pleso – Poprad).
Er werden nieuwe stationsgebouwen opgetrokken in Štrba en in Štrbské Pleso.
In het Štrba-dalstation bouwde men ook een nieuwe overdekte hal voor de technische installatie, evenals een schakelstation dat elektriciteit aan het tandradspoor moest leveren. Het grootste deel van de benodigdheden voor de vernieuwde lijn was afkomstig van Tsjecho-Slowaakse binnenlandse productie. De speciale uitrusting werd geleverd door het Zwitserse bedrijf "VonRoll".
In februari 1970 werd het nieuwe spoor in dienst gesteld.
Het station van Štrbské Pleso dat gezamenlijk gebruikt wordt met de Tram van de Hoge Tatra, is anno 2024 nog steeds het hoogst gelegen spoorwegstation in Slowakije.
In oktober 2018 sloot de Slowaakse Spoorwegmaatschappij (ŽSSK) een contract af, voor de levering van nieuwe motorstellen uitgerust met airconditioning. Deze bieden een capaciteit van 90 zitplaatsen alsook ruimte voor rolstoelen en fietsen. Er is voor de passagiers een modern informatiesysteem, Wi-Fi, evenals een apparaat voor de telling van de passagiers. Dankzij het lagevloerontwerp kunnen de reizigers comfortabel in- en uitstappen.

### Onderhoud
In juli 2020 begon een periode van groot onderhoud en renovatie. De bovenleiding werd vernieuwd en ook aan de onderbouw voerde men werkzaamheden uit. De oude rails werden vervangen, en waar nodig werden nieuwe afwateringskanalen aangelegd.

## Stations en haltes

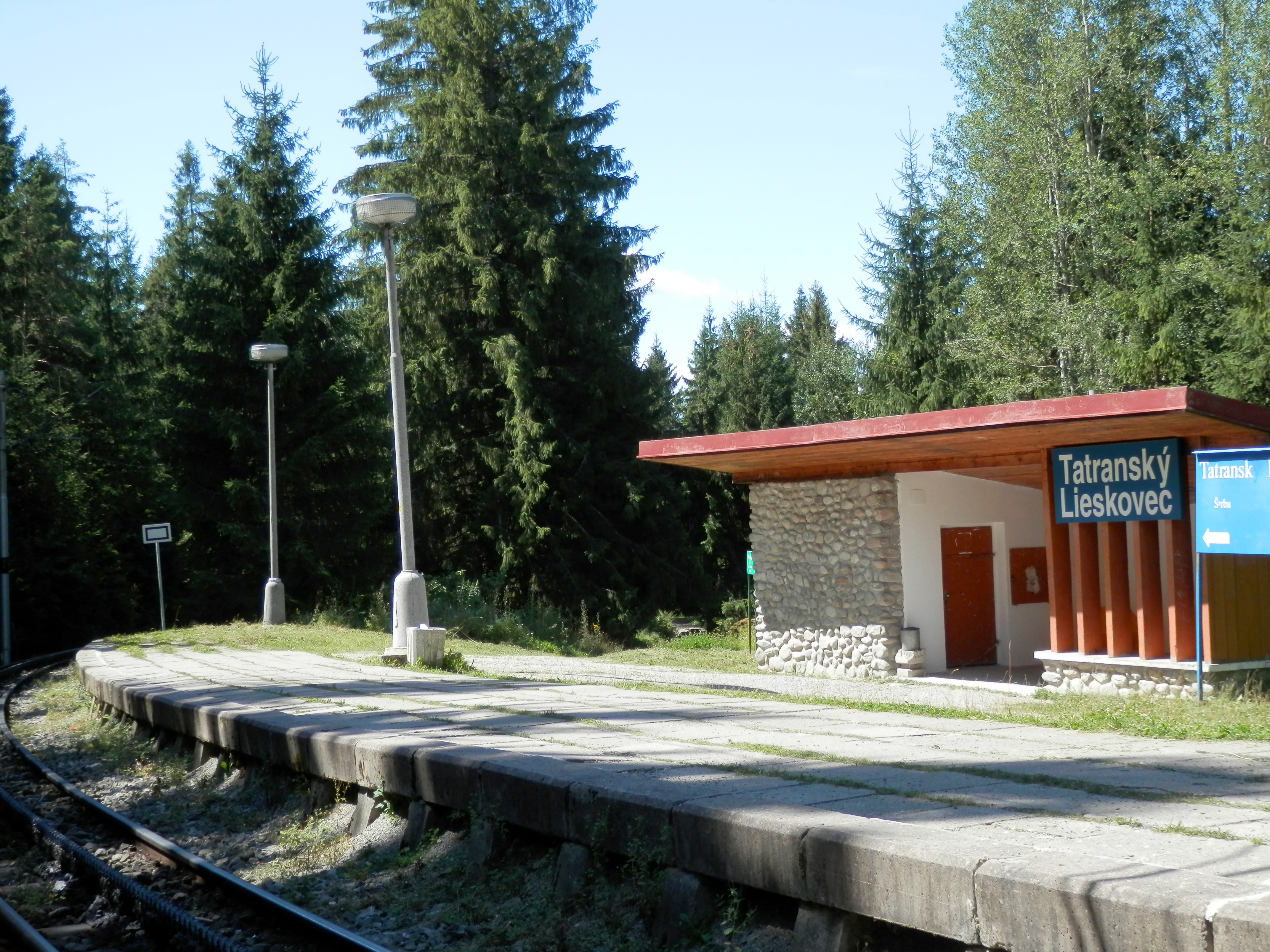
Het tussenstation Tatranský Lieskovec.

| Afstands- punt | Station / halte     | Opmerkingen                               |
| -------------- | ------------------- | ----------------------------------------- |
| 0,000          | Štrba               | vertakking met lijn 180 (Žilina – Košice) |
| 1,353          | Tatranský Lieskovec | Tussenstation                             |
| 4,609          | Štrbské Pleso       | Aansluiting met de Tram van de Hoge Tatra |